# Parmotrema hypoleucinum
Parmotrema hypoleucinum és una espècie liquenitzada de fong ascomicot de l'ordre dels lecanorals (Lecanorales),  família de les parmeliàcies. És una espècie de liquen que va ser originalment descrita com a Parmelia hypoleucina pel liquenòleg austríac Julius Steiner el 1918, fins que Mason Hale la va reubicar al gènere Parmotrema l'any 1974.

## Morfologia
Té un tal·lus foliaci que amida entre 3 i 15 centímetres de diàmetre i és de color verdós-grisenc a l'anvers, amb taques blanques i zones ennegrides. El revers és blanc (d'aquí l'epítet hypoleucinum ja que hypo en grec significa sota i leuko, blanc), i és un dels trets que ajuda a distingir-lo d'altres espècies del gènere Parmotrema. Té uns lòbuls allargats, d'entre 8 i 15 mm d'amplada, lleugerament superposats, plans, llisos. Els lòbuls sovint són ciliats al marge, amb cilis negres que cauen amb facilitat. Els soredis hi són presents sovint, granulars, en les línies marginals o submarginals. El punt de subjecció al substrat és petit en comparació amb el volum dels lòbuls aeris. El fotobiont és una alga diferent de Trentepholia, i la seva estratègia reproductiva és majoritàriament asexual, a partir de soredis o estructures similars. En quant a tests químics d'identificació, el còrtex superior i la medul·la responen positivament, canviant el color a groc i taronja (respectivament) en ser exposats a hidròxid de potassi (K+), mentre que no responen als testos C (hipoclorit sòdic) i KC (combinació del test K i el test C). El còrtex superior no respon al test P (parafenilendiamina) però si que ho fa la medul·la, que es torna de color taronja. Es pot arribar a confondre amb altres espècies del gènere Parmotrema, tot i que P. hypoleucinum es diferencia de Parmotrema reticulatum i Parmotrema chinense per tenir una distribució més habitual en zones tèrmiques amb elevada humitat atmosfèrica, ser més robusta i tenir la cara inferior de color blanc.

## Hàbitat i ecologia
És un liquen que viu sobre arbres i arbusts (epífit), si bé rarament es pot trobar sobre roques. Prefereix substrats lleguerament àcids, estar exposat al sol però en ambients humits i amb poca o nul·la eutrofització. Viu preferentment en alzinars, suredes i garrigars. Creix en les branques i troncs d'alzines, sureres, pins blancs, garrics, savines, càdecs, llentiscles, romanís i estepes blanques. Acostumen a preferir les zones costaneres, però també poden penetrar terra endins en zones amb influència marina, especialment en zones d'entre 300 i 500 metres d'alçada en condicions de molta humitat (vora rius o en zones boiroses). Són freqüents en alzinars i suredes madures i poc pertorbades, encara que també es pot trobar ocasionalment en petites bosquines pertorbades entre zones de cultiu. A Catalunya, es troba sobretot en les branques i troncs de suredes i pinedes litorals. Està inclòs dins del catàleg de flora amenaçada de Catalunya, on es considera que el seu estat de conservació és vulnerable.

## Distribució
Aquest liquen té una distribució pantropical i pantemperada, si bé la principal àrea de distribució és les zones mediterrànies d'Espanya (incloses les Illes Balears), Portugal, França, Itàlia i Montenegro. Al nord d'Àfrica s'ha trobat a Marroc, Algèria i Tunísia. També es pot trobar en zones tropicals i temperades de la costa est dels Estats Units.

## Usos
Un estudi científic fet amb P. hypoleucinum a Tunísia va mostrar que aquest liquen conté atranorina i àcid (+)-iso-usnic, compostos químics d'interès per les seves capacitats antiinflamatòries.